# برتا موریس پارکر
ب‍رت‍ا م‍وری‍س پ‍ارک‍ر (به انگلیسی: Bertha Morris Parker) (۱۸۹۰ - ۱۹۸۰) نویسندهٔ کتاب‌های علمی و استاد دانشگاه شیکاگو بود.

## آثار
فرهنگنامهٔ هجده جلدی اثر پارکر با ترجمهٔ رضا اقصی و احمد آرام در سال ۱۳۴۷ منتشر و برندهٔ جایزه کتاب سال سلطنتی شد.